# آیزو
آیزو (به لاتین: Aizu) یک منطقهٔ مسکونی در ژاپن است که در استان فوکوشیما واقع شده‌است.

## خصوصیات
آیزو ۲۹۱٬۸۳۸ نفر جمعیت دارد.